# Saint-Germain-du-Puch
Saint-Germain-du-Puch é uma comuna francesa na região administrativa da Nova Aquitânia, no departamento da Gironda. Estende-se por uma área de 11,77 km². Em 2010 a comuna tinha 2 222 habitantes (densidade: 188,8 hab./km²).